# 古巴经济改革

古巴国旗

古巴经济改革，英语世界称为古巴美元化（Dollarization of Cuba），指1993年冷战结束后为稳定古巴经济而实施的宏观经济政策。最初制定这些政策是为了抵消1991年苏联解体造成的古巴经济失衡。这些改革的主要内容是使当时非法的美元合法化并规范其在古巴经济中的使用。更广泛的改革重点关注古巴经济的宏观经济稳定。这将通过减少财政赤字和结构性改革来实现，例如颁布自由农贸市场协议、个体经营合法化和美元非罪化。经济改革导致通货膨胀下降、比索升值、产出和生产率提高以及财政赤字改善。

## 背景
随着猪湾事件和古巴导弹危机导致古巴和美国之间的紧张局势加剧，古巴越来越多地转向苏联寻求经济和军事援助。从1970年到1980年，苏联完全介入古巴的经济事务。1972年，古巴加入了经济互助委员会，到1980年代末，古巴85%的对外贸易都是与经互会成员进行的。
从1985年到1989年，古巴出口的74.4%是糖及相关产品。古巴经济高度依赖糖及糖制品出口，这使得该国经济容易受到世界市场价格波动的影响。古巴一直依赖苏联的补贴。1989年底，由于苏联当时面临的预算问题，对古援助有所减少。米哈伊尔·戈尔巴乔夫结束了古苏“以糖换油”，并要求立即偿还债务。1991年晚些时候，总统鲍里斯·叶利钦停止了对古巴的所有援助。从1990年到1993年，古巴进口下降了50%，GDP下降了30%。

## 过程

### 菲德尔·卡斯特罗时期
古巴经济改革已经经历了若干阶段。第一阶段（1990年-1993年）突出解决粮食和能源问题，主要是应急性的。1991年古共召开“四大”，制定“和平年代的特殊时期”的内外政策，主张“发展多种所有制形式”。第二阶段（1993年-1997年）实行国有农场合作化、实行财税和物价改革、开放自由市场、加快对外开放的步伐等措施。第三阶段（1997年-2008年）深化国有企业改革、实行银行体制改革。

### 劳尔·卡斯特罗时期
第四阶段（2008年-）为后菲德尔·卡斯特罗阶段，劳尔·卡斯特罗出台了一系列新措施。

### 米格尔·迪亚斯-卡内尔时期
随着2018年古巴宪法的实施，自由市场权、私有财产和外国直接投资的承认，外界评论认为古巴已经成为混合经济体。 2020年7月16日，古巴推出美元使用自由化、扩张私营部门、取消10%美元交易税等措施。 2021年，古巴决定把古巴私有经济获准运行的部门从127个增加至2000个。 2022年，古巴驻华大使佩雷拉表示，马列尔经济特区吸引外资的步伐持续，当前古巴已在推行300余项经济改革方面的具体政策。《人民日报》在2023年初报道，古巴正在加大经济改革力度。